# Álftadalsá
Álftadalsá är en älv i republiken Island. Det ligger i regionen Västfjordarna, i den västra delen av landet, 160 km norr om huvudstaden Reykjavík.  Trakten runt Álftadalsá är nära nog obefolkad, med mindre än två invånare per kvadratkilometer. Närmaste större samhälle är Reykhólar, 18,6 km sydost om Álftadalsá. Trakten runt Álftadalsá består i huvudsak av gräsmarker.